# Región de Negros
La región de Negros es una de las 18 regiones administrativas de Filipinas, situada en la parte central de las Bisayas. Se compone principalmente de las islas de Negros, dividida en las provincias de Negros Occidental y Negros Oriental, y Siquijor que también forma su propia provincia.
En su actual configuración la región fue establecida el 13 de junio de 2024 por una ley firmada por el presidente Bongbong Marcos, aunque existía también entre 2015 y 2017 como región limitado sólo a la isla de Negros, establecida por una orden ejecutiva del presidente Benigno Aquino III. Aquel región ha sido disuelto el 7 de agosto de 2017 por su sucesor, Rodrigo Duterte.